# Nathan East
Nathan Harrell East (Filadélfia, 8 de dezembro de 1955) é baixista e vocalista de jazz, R&B e rock. Com mais de 2.000 gravações em seu currículo, East é considerado um dos baixistas com mais gravações na história da música. Obteve o título de Bacharel em Música pela Universidade da Califórnia, onde inicialmente aprendeu violoncelo. É um membro fundador do quarteto de jazz contemporâneo Fourplay e gravou e co-escreveu canções com artistas como Eric Clapton, Michael Jackson, Joe Satriani, George Harrison, Phil Collins, Stevie Wonder, Toto, Daft Punke Herbie Hancock.